# 能代市立第四小学校
能代市立第四小学校（のしろしりつ だいよんしょうがっこう）は、秋田県能代市字藤山にある公立小学校である。
校名に「第四」とあるが、現在能代市内に第一から第三の小学校は存在せず、第四、第五小学校のみ校名に数字が附番されている。

## 沿革
以下、注釈の無い項目は学校の公式サイトの情報によるもの。
- 1879年7月 - 「広平小学校」として創立。
- 1901年6月 - 「榊尋常高等小学校」と改称。
- 1941年4月 - 「能代市立榊国民学校」と改称。
- 1947年4月 - 「能代市立榊小学校」と改称。
- 1955年4月 - 「能代市立第四小学校」と改称。
- 1957年5月 - 体育館竣工。
- 2010年
  - 3月 - 新校舎竣工。
  - 7月 - 南部調理場竣工。
  - 10月 - 校舎竣工記念式典を挙行。
- 2011年7月 - 旧校舎を解体。新グラウンド竣工。
- 2012年
  - 6月 - 新プール竣工。
  - 9月 - プールの外構工事が竣工し、校舎改築工事が完了する。

## 校訓
1971年に学校の経営方針に「子供の目指す姿」として掲げられ、1976年に校訓として制定された。

## 周辺
- 秋田県道210号金光寺能代線
- ローソン 能代藤山店

市の中心市街地に近い住宅街の中に位置している。